# 首都高速神奈川7號橫濱北線

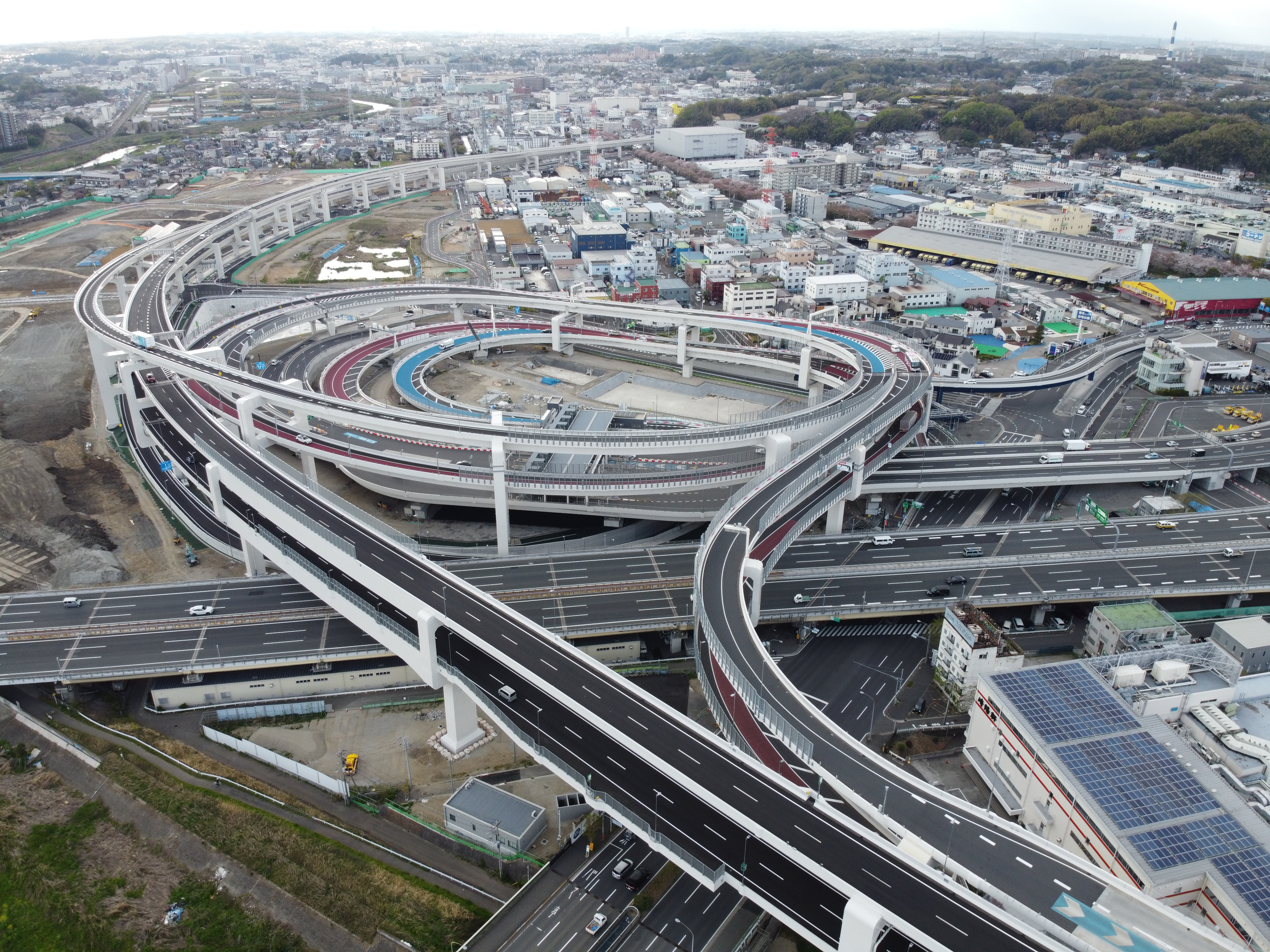
橫濱港北系統交流道
神奈川縣橫濱市都筑區（2020年4月）

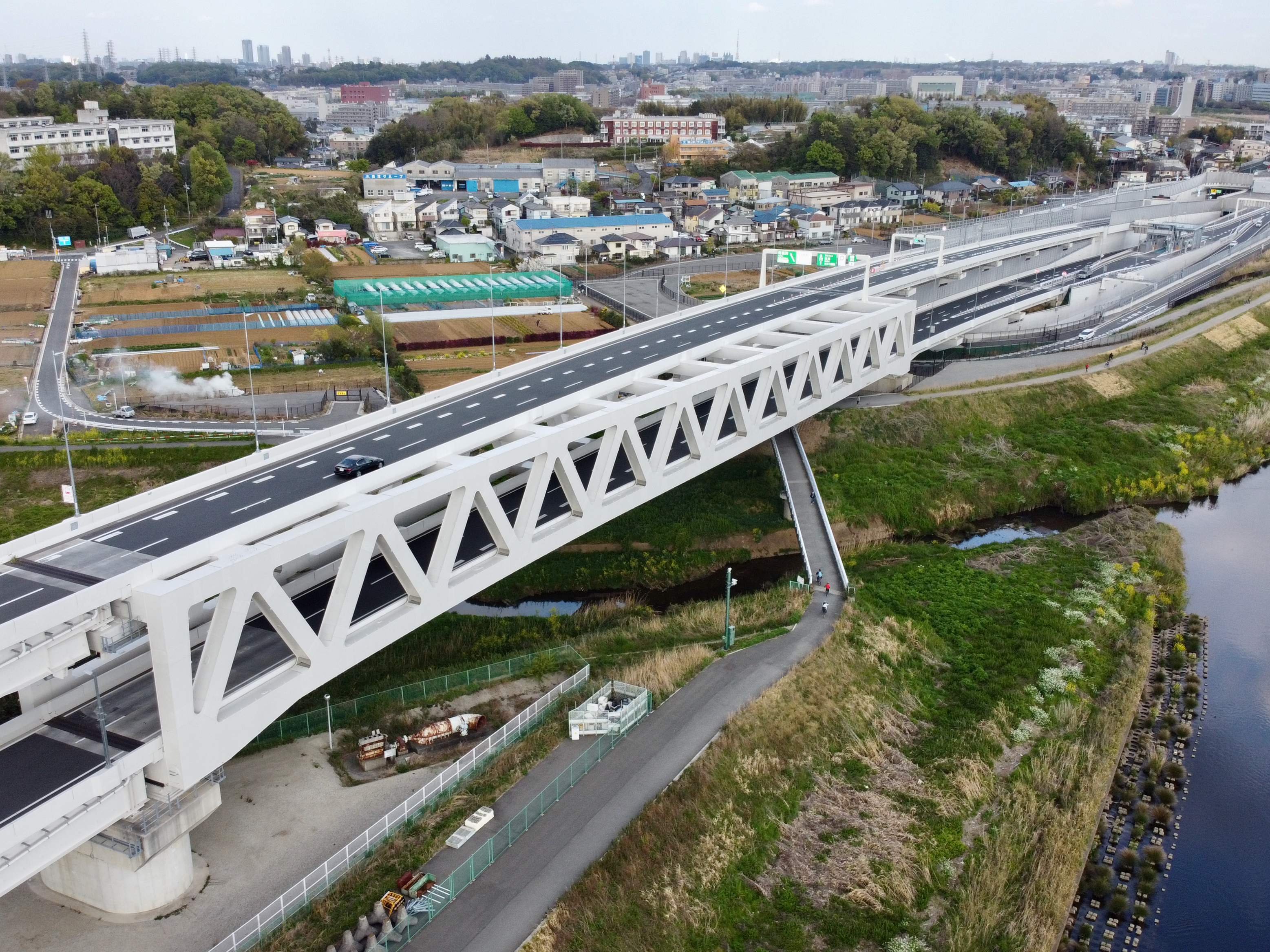
大熊川桁架橋
神奈川縣橫濱市港北區（2020年4月）

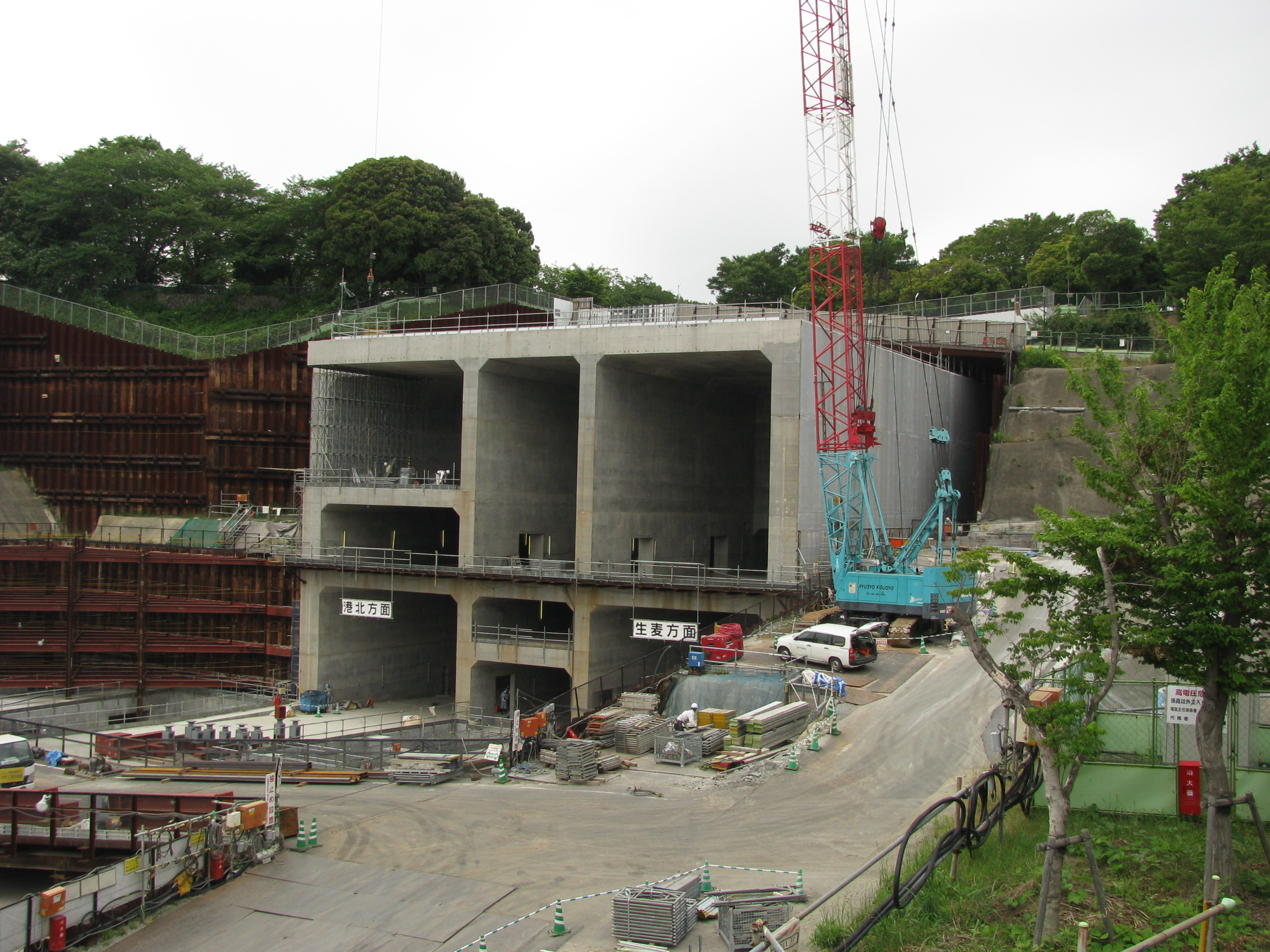
建設中的橫濱環狀北線隧道
橫濱市鶴見區生麦（2011年6月25日）

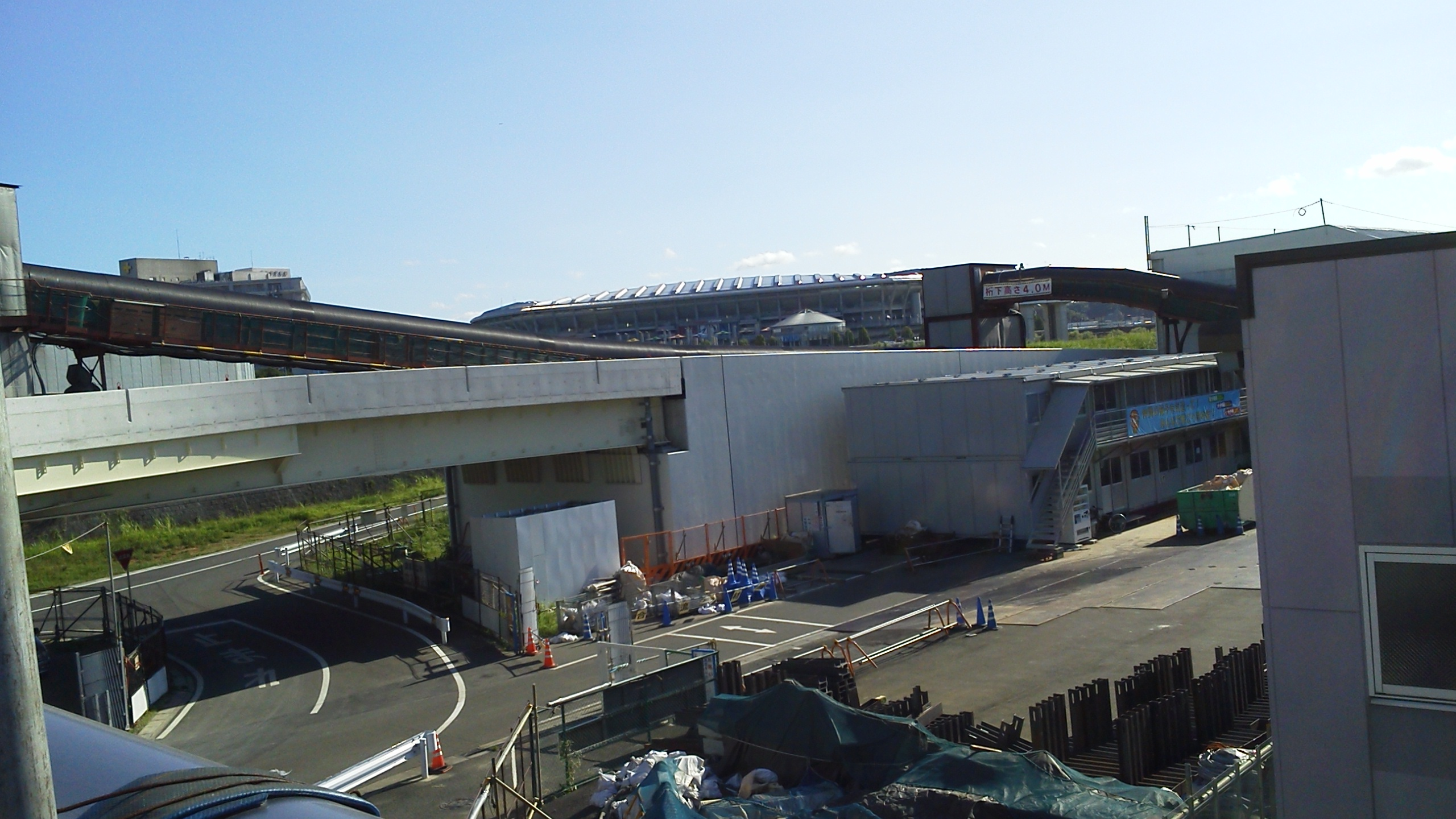
建設中的宮內新橫濱線連接部
橫濱市港北區北新橫濱（2012年7月30日）

首都高速神奈川7號橫濱北線（日语：／ Shuto kōsoku Kanagawa 7 gō Yokohama Hoku sen */?）是從日本神奈川縣横濱市都筑區到鶴見區的首都高速道路路線。本道路同時為橫濱環狀道路的一部份。事業計畫名為橫濱市道高速橫濱環狀北線。通稱「北線」（日语：／ Kitasen */?）。
本道路獲選2018年土木學會設計獎最優秀獎。

## 概要
橫濱北線是以解除連接沿岸部與内陸部幹線道路較少之橫濱市北部的交通堵塞為目的。
為了減少對周邊環境的影響，整體約有七成採隧道構造（橫濱北隧道）。
橫濱環狀道路由此橫濱北線，戶塚至與保土谷繞道交會的港北西側區間，以及國土交通省與東日本高速道路株式會社興建的横浜環狀南線（釜利谷 - 戶塚）組成。西側區間仍在構想階段，而港北至東名高速道路的橫濱北西線（總長7.1公里）於2020年（令和2年）3月22日開通。

### 路線資料
- 都市計畫道路名：横濱國際港都建設計畫道路1、4、6號高速橫濱環狀北線
- 路線名：高速神奈川7號橫濱北線
  - 路線編號：K7
- 起點：神奈川縣橫濱市都筑區川向町（第三京濱道路 橫濱港北系統交流道）
- 終點：神奈川縣横濱市鶴見區生麥（日语：生麦）二丁目（首都高速神奈川1號横羽線 生麥系統交流道）
- 車道數：4車道（單側2車道）
- 設計速度：60km/h
- 通車時間：2017年3月18日

## 出入口
全線都位於日本神奈川縣橫濱市內。
| 出入口編號                                           | 中文設施名     | 日文設施名 | 英文設施名                          | 接續路線名                                                            | 起點起計（公里） | 備註                            | 所在地 |
| ---------------------------------------------------- | -------------- | ---------- | ----------------------------------- | --------------------------------------------------------------------- | ---------------- | ------------------------------- | ------ |
| 首都高速神奈川5號大黑線 首都高速灣岸線、大黑埠頭方向 |                |            |                                     |                                                                       |                  |                                 |        |
| -                                                    | 生麥JCT        |            |                                     | 首都高速神奈川1號橫羽線                                               | 0.0              |                                 | 鶴見區 |
| 751                                                  | 岸谷生麥出入口 |            |                                     | 國道1號 東京都道·神奈川縣道6號東京大師橫濱線                          | 0.8              | 生麥JCT方向出入口               | 鶴見區 |
| 752                                                  | 岸谷生麥出入口 | 0.8        | 橫濱港北JCT方向出入口               | 國道1號 東京都道·神奈川縣道6號東京大師橫濱線                          |                  |                                 | 鶴見區 |
| 753                                                  | 馬場出入口     |            |                                     | 東京都道·神奈川縣道111號大田神奈川線 橫濱市主要地方道85號鶴見站三澤線 | 3.7              | 生麥JCT方向出入口 入口為ETC專用 | 鶴見區 |
| 754                                                  | 馬場出入口     | 3.7        | 橫濱港北JCT方向出入口 入口為ETC專用 | 東京都道·神奈川縣道111號大田神奈川線 橫濱市主要地方道85號鶴見站三澤線 |                  |                                 | 鶴見區 |
| 755                                                  | 新橫濱出入口   |            |                                     | 神奈川縣道13號橫濱生田線                                              | 7.0              | 生麥JCT方向出入口               | 港北區 |
| 756                                                  | 新橫濱出入口   | 7.0        | 橫濱港北JCT方向出入口               | 神奈川縣道13號橫濱生田線                                              |                  |                                 | 港北區 |
| 757                                                  | 橫濱港北出入口 |            |                                     | 川向線                                                                | 8.2              | 生麥JCT方向出入口               | 都筑區 |
|                                                      | 橫濱港北JCT    |            |                                     | E83 第三京濱道路                                                      | 8.2              |                                 | 都筑區 |
| 首都高速神奈川7號橫濱北西線 橫濱青葉方向             |                |            |                                     |                                                                       |                  |                                 |        |

## 歷史
- 2000年（平成12年）7月14日：通過都市計畫。
- 2001年（平成13年）度：首都高速道路公團著手本事業。
- 2005年（平成17年）10月1日：隨著道路關係四公團民營化，事業主體由首都高速道路公團變更為首都高速道路株式會社。
- 2011年（平成23年）3月15日：都市計畫變更（追加港北出入口、與橫濱環狀北西線連接）[4]。
- 2016年（平成28年）5月11日：發表路線名「高速神奈川7號橫濱北線」與各出入口、系統交流道的名稱[5]。
- 2017年（平成29年）3月18日：全線通車（馬場出入口除外）[6]。
- 2020年（令和2年）
  - 2月27日：馬場出入口啟用[7]。但是入口只有法隆寺交差點側可使用[7]。
  - 3月22日：橫濱港北出入口啟用，橫濱港北系統交流道連接(K7)橫濱北西線[3]。
  - 10月21日：馬場出入口內路交差點側入口啟用[8]。

## 路線狀況

### 車線、最高速度
| 區間                                        | 車道 上下線=上行線+下行線 | 最高速度 |
| ------------------------------------------- | ------------------------- | -------- |
| 生麥系統交流道 - 橫濱港北系統交流道（全線） | 4=2+2                     | 60 km/h  |

### 主要構造
- 橫濱北隧道（日语：横浜北トンネル）（岸谷生麥出入口 - 新橫濱出入口）：上行線5,900公尺，下行線5,950公尺。危險品裝載車輛禁止通行。
- 大熊川桁架橋（日语：大熊川トラス橋）（新橫濱出入口 - 橫濱港北系統交流道）：橋長158公尺
  - 平成27年度土木學會田中獎（日语：土木学会田中賞）（作品部門）

### 相關道路
都市計畫道路岸谷生麥線
與岸谷生麥出入口連接，可通往國道1號（第二京濱）與東京大師橫濱線（產業道路）。
- 都市計畫道路名：横濱國際港都建設計畫道路3、4、51號岸谷生麥線
- 起點：神奈川縣横濱市鶴見區岸谷（日语：岸谷 (横浜市)）2丁目（國道1號）
- 終點：神奈川縣横濱市鶴見曲生麥3丁目（東京大師横濱線）
- 車道數：雙向2車道（單側1車道）（單側人行道）
- 設計速度：40km/h
- 完工日期：2017年3月16日[9]

都市計畫道路長島大竹線
與新橫濱出入口連接，可通往龜之甲橋（神奈川縣道13號橫濱生田線）與新橫濱大橋（都市計畫道路宮內新橫濱線）。
- 都市計畫道路名：横濱國際港都建設計畫道路3、3、48號長島大竹線
- 起點：神奈川縣横濱市港北區新羽町
- 終點：神奈川縣横濱市港北區新羽町
- 車道數：雙向4車線（片側2車線）（両側歩道）
- 設計速度：40 km/h
- 開通日：2017年（平成29年）3月16日[9]

## 地理

### 通過自治體
- 神奈川縣
  - 横濱市鶴見區 - 神奈川區 - 鶴見區 - 港北區 - 都筑區

### 離接高速道路
- 首都高速神奈川5號大黑線（生麥系統交流道）
- 首都高速神奈川1號橫羽線（生麥系統交流道）
- E83 第三京濱道路（日语：第三京浜道路）（橫濱港北系統交流道）
- 首都高速神奈川7號橫濱北西線（橫濱港北系統交流道直通）

### 來源
1. ↑  . 新横浜新聞（しんよこ新聞）.   [2017-03-25]. （原始内容存档于2017-03-26）. （页面存档备份，存于）
2. ↑  .   [2022-06-12]. （原始内容存档于2021-12-19）. （页面存档备份，存于）
3. 1 2  . 首都高速道路株式会社・横浜市道路局. 2019-12-18  [2020-02-17]. （原始内容存档于2021年6月17日）. （页面存档备份，存于）
4. ↑  . 神奈川県. 2011-03-15  [2011-11-24]. （原始内容存档于2011-11-04）. （页面存档备份，存于）
5. ↑  . 首都高速道路株式会社. 2016-05-11  [2016-05-21]. （原始内容存档于2016-05-17）. （页面存档备份，存于）
6. ↑  . 首都高速道路株式会社. 2017-02-01  [2017-02-01]. （原始内容存档于2017-02-09）. （页面存档备份，存于）
7. 1 2  . 首都高速道路株式会社. 2020-02-17  [2020-02-17]. （原始内容存档于2022-03-30）. （页面存档备份，存于）
8. ↑  . 首都高速道路株式会社. 2020-09-07  [2020-09-07]. （原始内容存档于2022-06-12）. （页面存档备份，存于）
9. 1 2   (PDF) (新闻稿). 横浜市. 2017-03-09  [2017-03-10]. （原始内容 (PDF)存档于2017-03-12）.

## 外部連結
- 北線（橫濱環狀北線首頁） （页面存档备份，存于） - 首都高速道路株式會社神奈川建設局調査、環境課
- 橫濱環狀北線 （页面存档备份，存于） - 横濱市道路局橫濱環狀道路調整課
- 首都高速道路株式會社 （页面存档备份，存于）